# Peter L. Abrahamsson
Peter L. Abrahamsson, född Lars Peter Abrahamsson 30 april 1966 i Julita församling, Södermanland, är en svensk skådespelare och dömd mördare.

## Biografi
Peter L. Abrahamsson växte upp i Katrineholm och Julita, och hans första roller var som skinhead i TV-serien Rederiet och filmen 30:e november. Han gjorde därefter flera roller som kriminell och psykopat bland annat i TV-serien Vänner och fiender samt i Beckfilmen Beck – Gamen.
Den 14 oktober 2009 dömdes Abrahamsson till 18 års fängelse för mord. Han är tidigare dömd för bland annat narkotikabrott och bedrägeri. Efter tolv år i fängelse släpptes Abrahamsson ut med fotboja.

## Filmografi
- 1995 – 30:e november
- 1995 – Sommaren
- 1997 – Emma åklagare (TV-serie)
- 1997 – En fyra för tre (TV-serie)
- 1997 – Skilda världar (TV-serie)
- 2000 – Naken
- 2007 – Beck – Gamen
- 2007 – Med sina bara händer